# Czukty
Czukty – wieś w Polsce położona w województwie warmińsko-mazurskim, w powiecie oleckim, w gminie Kowale Oleckie, na pograniczu Suwalszczyzny i Mazur Garbatych.
Nazwa wsi wywodzi się od nazwiska założyciela – Mikołaja Czukty. Później funkcjonowanły nazwy urzędowe: Czukten, Czugkten, Schugten i od 1938 r. – Schuchten. 

## Historia
Wieś czynszowa lokowana w 1560 r. na 40 włókach na prawie chełmińskim. Zasadźca Mikołaj Czukta, na mocy przywileju lokacyjnego, wystawionego przez starostę książęcego Krzysztofa Glaubitza, który sprzedał Mikołajowi czukcie 4 włóki sołeckie, zobowiązując go do założenia wsi czynszowej. Osadnicy – prawdopodobnie Polacy – korzystali z dziesięcioletniej wolnizny. W 1600 r. wieś zamieszkana wyłącznie przez Polaków. Jednoklasowa szkoła powstała tu pod koniec XVIII wieku. W 1938 r. wieś liczyła 190 mieszkańców. 
W latach 1945–1954 i 1973–1976 wieś wchodziła w skład nieistniejącej już gminy Sokółki. W latach 1946–1975 miejscowość administracyjnie należała do województwa białostockiego, w latach 1975–1998 Czukty administracyjnie należały do województwa suwalskiego.